# 1105

## Събития
- Люксембургският граф Вилхелм се жени за Матилде от Нортхайм.
- Раймунд IV основава Графство Триполи.
- Основано е Абатство Форе в Централна Белгия.
- Италианският аристократ Рене се жени за Гизела.
- Английският крал Хенри I окупира Херцогство Нормандия.
- Филип Халстенсон става Крал на Швеция.
- Френският аристократ Готфрид I се жени за Ида от Шини.
- 20 април – Започва Битката при Артах, Сирия.
- 27 август – Започва Третата битка при Рамла, Палестина.

## Родени
- Владислав II Изгнаник, княз на Полша († 1159 г.)
- Джон Маршал, английски маршал († 1165 г.)
- Ибн Асакир, арабски историк († 1176 г.)
- Ибн Туфайл, арабски философ († 1185 г.)
- Йосиф Кимхи, еврейски поет († 1170 г.)
- Конрад Баварски, немски монах († 1154 г.)
- Махмуд II, владетел на Велики Селджук († 1131 г.)
- Мелисенда, френска аристократка († 1161 г.)
- Ратислав от Рюген, датски аристократ († 1141 г.)
- Свети Одон, италиански монах († 1200 г.)
- Серло от Уилтън, английски поет († 1181 г.)
- Софи от Винценбург, немска аристократка († 1160 г.)
- Уилям Фицалан, английски благородник († 1160 г.)
- Хаакон Поулсън, норвежки благородник († 1123 г.)
- Херман III, немски аристократ († 1160 г.)
- 1 март – Алфонсо VII, крал на Испания († 1157 г.)
- 14 март – Свети Дрого, френски светец († 1186 г.)

## Починали
- Аделхайд от Лехсгемюнд, немска аристократка (* ? г.)
- Баркиярук, владетел на Велики Селджук (* 1081 г.)
- Ерментруда Бургундска, немска аристократка (* 1055 г.)
- Зигеберт I, немски аристократ (* 1019 г.)
- Ли Туонг Киет, виетнамски национален герой (* 1019 г.)
- Симхах бен Самуел, френски богослов (* ? г.)
- Хуан-тин Дзиен, китайски калиграф (* 1045 г.)
- Шоши, японска принцеса (* 1027 г.)
- 2 януари – Дитрих от Мусон, френски аристократ (* 1045 г.)
- 28 февруари – Раймунд IV, френски аристократ (* 1041 г.)
- 14 март – Юдит-Мария Салическа, германска принцеса (* 1054 г.)
- 13 юли – Раши, френски богослов (* 1040 г.)
- 21 юли – Фридрих I, немски аристократ (* 1050 г.)
- 16 август – Йоаким Осоговски, български светец (* ? г.)
- 28 септември – Симон, италиански аристократ (* 1093 г.)
- 10 ноември – Сукжун ван, азиатски монарх (* 1054 г.)
- 5 декември – Григор ІІ Мартирофил, арменски духовник (* 1065 г.)